# Републикански път III-2702
Републикански път IIІ-2702 е третокласен път, част от Републиканската пътна мрежа на България, преминаващ по територията на Добричка и Варненска област. Дължината му е 36,2 km.
Пътят се отклонява надясно при 63,1 km на Републикански път II-27 в западната част на село Одринци и се насочва на югозапад през югозападната част на Добруджанското плато. Минава през село Ведрина и навлиза във Варненска област. Тук пътят преминава през село Генерал Киселово, град Вълчи дол и село Щипско и в западната част на град Суворово се свързва с Републикански път III-2901 при неговия 19,9 km.
| Пътища, отклоняващи се надясно (населено място, № на пътя, посока на пътя) | km   | Пътища, отклоняващи се наляво (посока на пътя, № на пътя, населено място) |
| -------------------------------------------------------------------------- | ---- | ------------------------------------------------------------------------- |
| Община Добричка, Област Добрич, II-27, 63,1 km, с. Одринци →               | 0,0  | → с. Одринци, 63,1 km, II-27, Област Добрич, Община Добричка              |
| с. Ведрина                                                                 | 6,3  | → с. Ведрина, общински път (за с. Ново Ботево)                            |
| Община Вълчи дол, Област Варна                                             | 8,7  | Област Варна, Община Вълчи дол                                            |
|                                                                            | 12,5 | → общински път (за с. Бояна)                                              |
| (за с. Звънец) общински път, с. Генерал Киселово ←                         | 15,1 | с. Генерал Киселово                                                       |
| (за с. Брестак) общински път ←                                             | 21,8 |                                                                           |
| (от 10,4 km на III-207) III-2072, 11,9 km, гр. Вълчи дол →                 | 24,9 | → гр. Вълчи дол, общински път (за с. Войводино)                           |
| с. Щипско                                                                  | 28,1 | с. Щипско                                                                 |
| Община Суворово                                                            | 30,9 | Община Суворово                                                           |
| (до с. Ветрино) III-2901, 19,9 km, гр. Суворово ←                          | 36,2 | ← гр. Суворово, 19,9 km, III-2901 (от 8,8 km на II-29)                    |